# علم الكون غير القياسي
علم الكون غير القياسي هو أي نموذج كوني فيزيائي كان أو مازال يفترض أن بديل لنموذج الانفجار العظيم في علم الكون الفيزيائي. في تاريخ علم الكون، شكك العديد من العلماء والباحثين في أجزاء أو كل نظرية الانفجار العظيم نتيجة رفض أو إضافة افتراضات أساسية لتطوير نموذج علمي للكون. وفي الفترة من أربعينيات إلى ستينيات القرن الماضي، انقسم مجتمع الفيزيائيين الفلكيين بين مؤيدين لنظرية الانفجار العظيم ومؤيدين لنظرية الحالة الثابتة، حتى تطوّر علم الفلك الرصدي في أواخر الستينيات لتُعطي الأرصاد أفضلية لنظرية الانفجار العظيم التي أصبحت هي المسيطرة، حتى أصبح اليوم قليلون فقط هم من يشككون في هذه النظرية.
يطبق مصطلح غير قياسي على أي نظرية كونية لا إتفاق علمي حولها، ولكنه لا يستخدم في وصف النماذج البديلة التي لم يتم التوصل إلى توافق في الآراء حولها، ويستخدم أيضا لوصف النظريات التي تقبل بحدوث الانفجار العظيم، ولكنها تختلف مع النموذج في أصل وتطور الفضاء الكوني. ونظرًا لأن المصطلح قائم على فكرة الإجماع، فإن معناه يتغير مع مرور الوقت. فعلى سبيل المثال، في سنة 1990 م، لم تكن المادة المظلمة الحارة تعتبر غير قياسية، ولكن في سنة 2010 م أصبحت كذلك. وعلى العكس من ذلك، كان ثابت تسارع تمدد الكون كان غير قياسي في سنة 1990 م، ولكنه أصبح جزء من علم الكون القياسي في سنة 2010 م.
علم الكون غير القياسي هو أي نموذج كوني فيزيائي للكون اقتُرح أو ما زال مُقترح بمثابة بديل للنموذج القياسي الحالي لعلم الكون. يُطبَّق مصطلح غير قياسي على أي نظرية لا تتوافق مع الإجماع العلمي. ولأنّ هذا المصطلح يعتمد على الإجماع السائد، فإنّ معنى هذا المصطلح يتغير عبر الزمن. على سبيل المثال، لم تُعتبر المادة المُظلمة الحارة نموذجًا غير قياسيًا في عام 1990، لكنها اعتُبرت كذلك في عام 2010. وعلى العكس، اعتُبر الثابت الكوني غير الصفري الذي ينتج عنه كون مُتسارع غير قياسي في عام 1990، لكنه أصبح جزءً من علم الكون القياسي في عام 2010.
حدثت عدة نزاعات رئيسية فيما يخص علم الكون خلال تاريخ هذا العلم. كانت ثورة كوبرنيكوس واحدة من أوائل هذه النزاعات، ومن خلالها أُنشأ نموذج مركزية الشمس في النظام الشمسي. وكانت المناظرة العظيمة في عام 1920 أكثر حداثة، وكان نتيجة لها اعتبار مجرة درب التبانة واحدة من العديد من المجرات في الكون. انقسم المجتمع الفيزيائي الفلكي بشكل متساوٍ بين داعمين لنظرية الانفجار العظيم، وداعمين لنظرية الكون ذات الحالة المستقرة من أربعينيات إلى ستينيات القرن العشرين. كان القرار في النهاية لمصلحة نظرية الانفجار العظيم بسبب التقدم في علم الفلك الرصدي في نهاية ستينيات القرن العشرين. إنّ نموذج علم الكون القياسي الحالي هو نموذج لامبدا-سي دي إم، حيث بدأ حكم النسبية العامة للكون بالانفجار العظيم، واليوم هو عبارة عن كون مسطح تقريبًا يتكون تقريبًا من 5% من الباريونات، و27% من المادة المظلمة الحارة، و68% من الطاقة المظلمة.
إنّ لامبدا-سي دي إم نموذج ناجح بشكل كبير، لكن يشوبه بعض الضعف (مثل مشكلة المجرات القزمة). إنّ الأبحاث جارية حول إضافات أو تعديلات في نموذج لامبدا-سي دي إم، بالإضافة إلى نماذج مختلفة بشكل أساسي. تتضمن المواضيع التي يُبحث فيها العنصر الخامس أو الجوهر (بالإنكليزية: quintessence)، وديناميكا نيوتن المعدلة (إم أو إن دي) وتعميمها النسبي تي إي في إي إس، والمادة المظلمة الدافئة.

## نموذج لامبدا-سي دي إم
قبل أن تجمع الأدلة الرصدية، طور المنظِّرون أُطرًا تستند على ما فهموا أنه السمات الأكثر عمومًا للفيزياء والافتراضات الفلسفية حول الكون. عندما طور ألبرت أينشتاين نظريته العامة في النسبية في عام 1915، استُخدمت بمثابة نقطة بداية رياضية لأغلب النظريات الكونية. ومع ذلك، احتاج المنظرون لوضع افتراضات حول طبيعة أكبر المقاييس في الكون من أجل الوصول إلى نموذج كوني. تعتمد افتراضات النموذج القياسي الحالي للكون لامبدا-سي دي إم على:
1. القوانين الفيزيائية للكون، والتي تنص على أنّ قوانين الفيزياء لا تتغير من مكان لآخر، ومن وقتٍ لآخر.
2. المبدأ الكوني، وينص على أنّ الكون متجانس تقريبًا وموحد الخواص في الفضاء ولكن ليس بالضرورة في الوقت.
3. مبدأ كوبرنيكوس، الذي ينص على أننا لا نرصد الكون من موقع مميز.

نتج عند جمع هذه الافتراضات مع النسبية العامة كون تحكمه مترية فريدمان، روبرتسون، ووكر (مترية إف أر دبيلو). تسمح مترية إف أر دبليو بكون يتمدد أو يتقلص (بالإضافة إلى أكوان ثابتة لكن غير مستقرة). عندما اكتُشف قانون هابل، فسّره معظم الفلكيون على أنه إشارة لتوسع الكون. يعني هذا أنّ الكون كان أصغر في الماضي، وهذا ما نتج عنه الاستنتاجات التالية:
1. نشأ الكون من حالة كثيفة وحارة في وقت محدود في الماضي.
2. بما أنّ درجة حرارة الكون ترتفع عند انقباضه وتنخفض عند تمدده، فقد كانت درجات الحرارة في اللحظات الأولى لوجود الكون كما نعرفه مرتفعة بما يكفي لحدوث تخليق الانفجار العظيم النووي.
3. يتوجب وجود إشعاع الخلفية الكونية الميكروي الذي يتخلل الكون بأكمله، والذي يُعتبر تسجيلًا للتحول الطوري الذي حدث عندما تكونت ذرات الكون لأول مرة.

استنتج العديد من الأفراد هذه السمات على مر السنين، وفي الواقع لم يكن ذلك حتى منتصف القرن العشرين إذ حدثت فيه تنبؤات دقيقة للسمة الأخيرة، وأكدت الأرصاد وجودها. تطورت النظريات غير القياسية إمّا عن طريق البدء من افتراضات مختلفة، أو عن طريق معارضة السمات التي تنبأ بها نموذج لامبدا-سي دي إم.

## نبذة تاريخية
ظهر علم الكون الفيزيائي الحديث عندما دُرس لأول مرة بمثابة نظام علمي في فترة ما بعد المناظرة العظيمة واكتشافات إدوين هابل لسلّم المسافات الكونية عندما توجب على الفلكيين والفيزيائيين الذهاب إلى مصطلحات تصف كونًا ذات مقياس أكبر بكثير من الحجم المجري المفترض مسبقًا. يجري تذكُّر المنظرين الذين طوّرا بنجاح علوم الكون المُطبَّقة على كون ذات مقياس أكبر بمثابة مؤسسي علم الكون الحديث. ومن بين هؤلاء العلماء إدوارد آرثر ميلن، وفيليم دي سيتر، وألكسندر فريدمان، وجورج لومتر، وألبرت أينشتاين ذاته.
بعد أن أكدت أرصاد إدوين هابل النظريتان الكونيتان الأكثر شيوعًا جاءت نظرية الحالة المستقرة لفريد هويل، وتوماس جولد، وهيرمان بوندي، ونظرية الانفجار العظيم لرالف ألفر، وجورج جاموف، وروبرت هنري ديك، وكان لهما مجموعة صغيرة من الداعمين ذات المعرفة السطحية بالبدائل. بعد أن اكتشف آرنو بينزياس وروبرت ويلسون إشعاع الخلفية الكونية الميكروي (سي إم بي) في عام 1965 استنتج معظم علماء الكون أنّ نموذج الانفجار العظيم كان أفضل نموذج لتفسير الأرصاد. كُلِّف منظرو الحالة المستقرة وعلماء الكون غير القياسي الآخرين بتقديم تفسير لهذه الظاهرة إن كانوا يريدون البقاء مقبولين. قاد هذا إلى طُرق مبتكرة تضمنت ضوء النجوم المتكامل وشعيرات الحديد الكونية التي كان من المفترض أن توفر مصدرًا للخلفية الميكروية المنتشرة في كل السماء والتي لم تكن بسبب التحول الطوري المبكر للكون.
سبب الشك في قدرة علوم الكون غير القياسية على تفسير سي إم بي تضاؤل الاهتمام في الموضوع منذ ذلك الحين، إلّا أنه كان هنالك فترتين ازداد فيهما الاهتمام بعلم الكون غير القياسي، وذلك بسبب البيانات الرصدية التي شكّلت صعوبات بالنسبة للانفجار العظيم. كان الاهتمام المتزايد للمرة الأولى في نهاية سبعينيات القرن العشرين عندما كان هناك عدد من المسائل غير المحلولة، مثل مسألة الأفق، ومسألة التسطيح، ونقص أحاديات القطب المغناطيسي، التي تحدّت نموذج الانفجار العظيم. حُلَّت هذه المسائل في النهاية عن طريق التضخم الكوني في ثمانينيات القرن العشرين. أصبحت هذه الفكرة بعد ذلك جزءً من فهم الانفجار العظيم، على الرغم من اقتراح بدائل من وقتٍ لآخر. أمّا الاهتمام الثاني فكان في منتصف تسعينيات القرن العشرين عندما كان من الواضح تعارض أرصاد أعمار العناقيد المغلقة وأرصاد وفرة الهيليوم الأساسي مع الانفجار العظيم. ومع ذلك، وبحلول نهاية تسعينيات القرن العشرين فقد استنتج معظم الفلكيون أنّ هذه الأرصاد لا تتحدى الانفجار العظيم، وأنّ البيانات الإضافية القادمة من مستكشف الخلفية الكونية ومسبار ويلكنسون لقياس التباين الميكروي تقدم قياسات كمية مفصلة تتناسق مع علم الكون القياسي.
في تسعينيات القرن العشرين رافق بزوغ «العصر الذهبي لعلم الكون» بداية اكتشاف حقيقة أنّ الكون في توسع متسارع، وكان يُفترض قبل هذا أنّ المادة سواء كانت على شكل مادة مظلمة مرئية أو غير مرئية فهي تشكّل كثافة الطاقة السائدة في الكون. كان علم كون الانفجار العظيم «الكلاسيكي» بائدًا عندما اكتُشف أنّ 70% من الطاقة في الكون كانت منسوبة إلى الثابت الكوني، وأشار هذا غالبًا إلى «الطاقة المظلمة». قاد هذا إلى تطوير ما سُمي توافق نموذج لامبدا-سي دي إم الذي يضم بيانات مفصلة جرى الحصول عليها بواسطة التلسكوبات والتقنيات الجديدة في الفيزياء الفلكية الرصدية لكون متوسع متغير الكثافة. اليوم، من الشائع أكثر أن نجد مقترحات المواضيع العلمية «علوم الكون غير القياسية» التي تقبل في الواقع المبادئ الأساسية لعلم كون الانفجار العظيم، بينما تعدل أجزاء من نموذج التوافق. تتضمن مثل هذه النظريات نماذج بديلة للطاقة المظلمة مثل العنصر الخامس، والطاقة الوهمية، وبعض الأفكار في علم الكون الغشائي. ونماذج بديلة للمادة المظلمة مثل الديناميات النيوتونية المعدلة. وبدائل أو ملحقات للتضخم مثل التضخم الفوضوي، ونموذج الكون الملتهب. ومقترحات لاستكمال الكون عندما وُجد لأول مرة، مثل حالة حدود هارتل-هوكينغ، والنموذج المتذبذب، ومخططات نظرية الأوتار. لا يوجد إجماع بين علماء الكونيات على هذه الأفكار، ومع ذلك تشكل أيضًا مجالات نشطة للبحث الأكاديمي.
يعتبر علماء الكون أنّ علوم الكون غير القياسية المبتدعة اليوم غير مُستحقة للبحث، بينما تُعتبر العديد من علوم الكون غير القياسية ذات الأهمية التاريخية مدحوضة. أُكدت أساسيات الانفجار العظيم عن طريق مجموعة كبيرة من الأرصاد المكملة والتفصيلية، ولم تُعِدْ أي من علوم الكونيات غير القياسية إنتاج مجموعة نجاحات نموذج الانفجار العظيم. إنّ التخمينات في ما يخص البدائل ليست جزءً من الأبحاث أو النقاشات التعليمية إلّا بمثابة دروس موضوعية أو بسبب أهميتها التاريخية. أكّد خطاب مفتوح بدأه بعض المناصرين المتبقيين لعلم الكون غير القياسي أنّه «اليوم، خُصصت كل المصادر المالية والتجريبية فعليًا في علم الكون لدراسات الانفجار العظيم».